# Primærrute 24
Die Primærrute 24, auch einfach nur Rute 24 genannt, ist eine Hauptstraße in Dänemark, die im Süden Dänemarks verläuft. Sie führt von Aabenraa (dt. Apenrade) bis nach Esbjerg (dt. Esberg).

## Wichtige Ortschaften entlang der Strecke
- Aabenraa
- Rødekro
- Gram
- Ribe
- Esbjerg